# Club Atlético Pompeya
Il Club Atlético Pompeya è una società calcistica boliviana di Trinidad, fondata nel 1993.

## Storia
In seguito alla sua fondazione prese parte al campionato del Dipartimento di Beni. Nel 1999 vinse la Copa Simón Bolívar e si guadagnò pertanto la promozione in massima serie; il club era arrivato in finale anche nell'edizione 1998, ma perse contro l'Unión Central. Esordì in LFPB nel 2000; nell'Apertura chiuse al terzultimo posto, mentre nel Clausura finì in fondo alla classifica. Pertanto, dopo una stagione in massima serie l'Atlético Pompeya tornò in seconda divisione.

## Palmarès

### Competizioni nazionali
- Campionato di Beni: 4

1993, 1997, 1998, 1999
- Copa Simón Bolívar: 1

1999